# Герштеккер, Карл Эдуард Адольф
Карл Эдуард Адольф Герштеккер (нем. Carl Eduard Adolph Gerstäcker; 30 августа 1828, Берлин — 20 июня 1895, Грайфсвальд) — немецкий энтомолог.
Изучал в Берлине, Вене и Париже естествознание и медицину, в 1856—1876 гг. был заведующим энтомологическими коллекциями в Берлинском университете, в 1857 г. стал приват-доцентом по зоологии в том же университете, а потом экстраординарным профессором; в 1876 году перешёл в качестве ординарного профессора зоологии и директора Зоологического музея в Грайфсвальде.
Из научных работ Герштеккера называем некоторые:
- «Rhipiphoridum Coleopterorum familiae dispositio systematica» (Берл., 1855);
- «Bericht über die wiss. Leistungen im Gebiete d. Entomologie während d. J. 1852 bis 1870» (1853—1873);
- «Naturwiss. Reise nach Mosambik von W. Peters»;, т. 5, «Insecten» (1862);
- Artropoda в «Klassen und Ordnungen der Tierreichs» (том 5, новое издание «Decapoda», 1888);
- «Die Gliedertierfauna der Sansibargebietes etc.» (Лейпциг, 1873);
- «Zur Morphologie der Ortboptera amphibiotica» (Берлин, 1873);
- «Die Wanderheuschrecke» (1876);
- ряд статей в специальных журналах.